# Paolo de Sangro Gaetani d'Aragona y Merode
Paolo de Sangro Gaetani d'Aragona y Merode, Príncipe de Castelfranco (Nápoles, 16 de junho de 1746 - Madrid, 24 de janeiro de 1815) foi Vice-rei de Navarra. Exerceu o vice-reinado de Navarra apenas em 1795. Antes dele o cargo foi exercido por Martín Álvarez de Sotomayor. Seguiu-se-lhe Joaquim Fonsdeviela.